# Старий Сарайчик
Старий Сара́йчик (каз. Ескі Сарыайшық) — село у складі Махамбетського району Атирауської області Казахстану. Входить до складу Сарайчиківського сільського округу.
У радянські часи село називалось Сарайчик.
Населення — 591 особа (2021; 662 у 2009, 573 у 1999, 539 у 1989).